# Крутец (Конаковский район)
Круте́ц — деревня в Конаковском районе Тверской области России. Входит в состав Ручьёвского сельского поселения.

## География
Деревня расположена на берегу реки Крутец в 2 км на запад от центра поселения деревни Ручьи и в 15 км на юго-восток от райцентра города Конаково.

## История

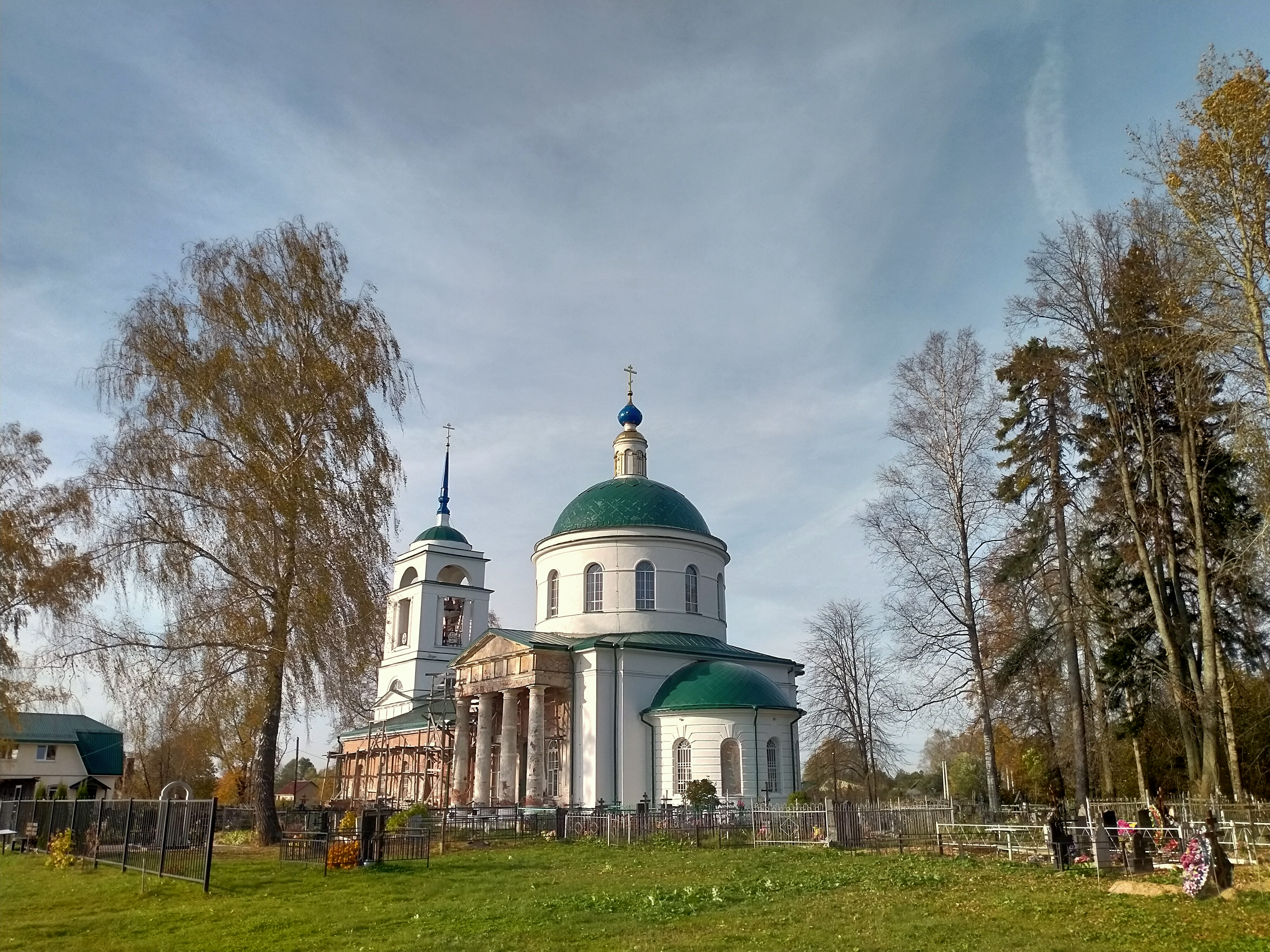
Церковь Троицы Живоначальной. 2020 год

В 1828 году в селе Негодяево была построена каменная Троицкая церковь с 3 престолами, метрические книги с 1780 года. 
В конце XIX — начале XX века село входило в состав Даниловской волости Корчевского уезда Тверской губернии. 
С 1929 года деревня входила в состав Ручьёвского сельсовета Конаковского района Кимрского округа Московской области, с 1935 года — в составе Калининской области, с 1994 года — в составе Ручьёвского сельского округа, с 2005 года — в составе Ручьёвского сельского поселения.
В 1961 году указом Президиума Верховного Совета РСФСР село Негодяево переименовано в Крутец.

## Население
| 1859 | 1887 | 2002 | 2010 |
| ---- | ---- | ---- | ---- |
| 465  | ↗498 | ↘95  | ↗108 |

## Достопримечательности
В деревне расположена действующая Церковь Троицы Живоначальной (1828).